# Scopula anomala
Scopula anomala är en fjärilsart som beskrevs av Bubacek 1926. Scopula anomala ingår i släktet Scopula och familjen mätare. Inga underarter finns listade.